# Navia nubicola
Espèce
Classification phylogénétique
Synonymes
- Navia pedemontana L.B.Sm., Steyerm. & H.Rob., 1986
- Navia iosothrix L.B.Sm. & Steyerm., 1989

Navia nubicola est une espèce de plante de la famille des Bromeliaceae, endémique du Venezuela.

## Synonymes
- Navia pedemontana L.B.Sm., Steyerm. & H.Rob., 1986[1] ;
- Navia iosothrix L.B.Sm. & Steyerm., 1989[1].

## Distribution
L'espèce est endémique de l'État d'Amazonas au Venezuela.